# Kungshamns IF
Der Kungshamns Idrottsförening ist ein schwedischer Sportverein aus Kungshamn. Der Klub ist insbesondere für seine Fußballmannschaft bekannt, die drei Spielzeiten in der zweithöchsten nationalen Spielklasse antrat. Zudem bietet er Leichtathletik an.

## Geschichte
Kungshamns IF wurde 1919 unter dem Namen Gravarne IF gegründet*, der Verein schloss sich jedoch erst zwei Jahre später dem Riksidrottsförbundet und sieben Jahre später dem Svenska Fotbollförbundet an. Während der Verein zwischen 1927 und 1930 mit dem Lokalrivalen Smögens IF eine Sportgemeinschaft bildete, änderte er 1929 seinen Namen in Kungshamns IF.

### Fußball
Die Fußballmannschaft des Kungshamns IF trat zunächst im unterklassigen Ligabereich an. 1936 stieg sie erstmals in die Drittklassigkeit auf. Dort etablierte sie sich über weite Strecken mit einzelnen Spielzeiten in der vierten Liga im Laufe der 1940er Jahre. Nach einer Ligareform im Sommer 1947 stieg der Klub in die Viertklassigkeit ab, erst 1958 gelang mit hundert Saisontoren in 27 Saisonspielen die Rückkehr. Bereits zwei Jahre später gewann die Mannschaft ihre Drittligastaffel und stieg erstmals in der Vereinsgeschichte in die zweite Spielklasse auf. In der Spielzeit 1961 Tabellenachte stieg sie im folgenden Jahr als Tabellenletzte gemeinsam mit Tidaholms GoIF und Billingsfors IK wieder ab.
Als Absteiger platzierte sich Kungshamns IF zunächst im mittleren und hinteren Tabellenbereich, 1968 stieg der Verein in die vierte Liga ab. Nach dem direkten Wiederaufstieg dauerte es wiederum zwei Spielzeiten, ehe der Aufsteiger erneut ins zweite Spielniveau aufstieg. Nach drei Saisonsiegen belegte die Mannschaft neben IFK Ystad, Skogens IF und Perstorps SK einen Abstiegsplatz. Wiederum platzierte sich der Verein nach dem Zweitligaabstieg auf hinteren Tabellenplätzen und stieg 1975 erneut in die vierte Liga ab. 1981 folgte der Abstieg in die Fünftklassigkeit, in den folgenden Jahren schwankte die Mannschaft zwischen dem vierten und fünften Spielniveau. Nach dem Abstieg aus der vierten Liga 1991 verabschiedete sich der Klub vom höherklassigen Fußball.